# Салов, Василий Васильевич
Василий Васильевич Салов (9 октября 1839, село Сосновка, Орловская губерния —1909, Санкт-Петербург) — российский инженер, профессор Института корпуса инженеров путей сообщения, председатель Инженерного совета Министерства путей сообщения.

## Биография

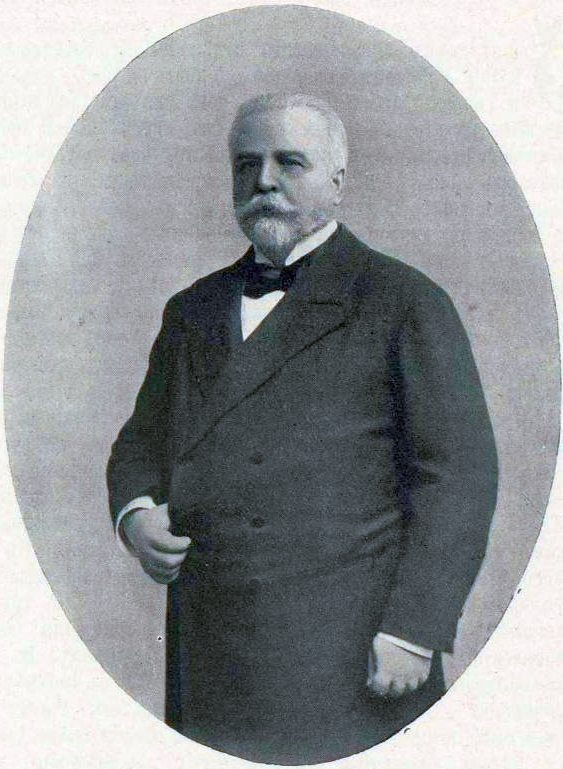
В. В. Салов

Происходит из дворянского рода Саловых. С 9-летнего возраста учился в пансионате Д. И. Циммермана в Москве. В 1858 году окончил Институт корпуса инженеров путей сообщения лучшим в выпуске с занесением имени на мемориальную доску в актовом зале института; в чине инженера-поручика поступил на службу в главное управление путями сообщения и публичными зданиями. С 1862 года занимался гидротехническими работами на верхней Волге, Тихвинской системе и Приладожских каналах.
С сентября 1862 по сентябрь 1863 года был в заграничной командировке, где окончил Парижскую школу дорог и мостов; по возвращении был назначен преподавателем на кафедре строительного искусства в Институте корпуса инженеров путей сообщения. Неоднократно выезжал за границу для осмотра важнейших гидротехнических и железнодорожных сооружений Европы, результаты наблюдений публиковал в «Журнале Главного Управления»: о водоснабжении французских провинциальных городов (1861), о дешёвых, узкоколейных и других облегчённого типа железных дорогах. С 1867 года — экстраординарный профессор.
В 1870 году назначен членом временного управления Ливенской железной дороги и после командировки в Англию, в следующем году стал председателем правления этой дороги.
В 1871 году участвовал в работе Комиссии по конкурсной оценке проектов Одесского порта.
В 1872 году назначен заведующим технической и инспекторской частями по железным дорогам, затем занимал должности директора департамента железных дорог, председателя временного управления казённых железных дорог, начальника управления железных дорог (с 1885). Руководил строительством Криворожской, Баскунчакской железных дорог (с 1881, в чине тайного советника), показав возможность казённого финансирования строительства, заменившего исключительное господство концессионной системы. Непосредственно руководил созданием и организацией эксплуатации сети железных дорог России.
С 1877 по 1886 гг. — председатель Временного управления по устройству Петербургского морского канала и Гутуевского порта.
С 1889 года — член совета министерства путей сообщения, с 1892 — председатель инженерного совета министерства путей сообщения.
В 1900 году произведён в действительные тайные советники.
В 1901 году назначен председателем комиссии для надзора за сооружением особого Императорского пути, соединившего Санкт-Петербург с Царским Селом.
Похоронен в Петербурге на Новодевичьем кладбище.

### Семья
Первая жена — Елисавета Степановна Салова (Шеншина),умерла 23 января 1879 года.
Вторая жена — Прасковья Александровна Ваксель, внучка композитора А. Ф. Львова.
Дети: Василий Васильевич и Виктор Васильевич Саловы.

## Преподавательская деятельность
Преподавал курс портовых сооружений в Институте инженеров путей сообщения. В 1867 г. избран конференцией экстраординарным профессором. Автор первого в России учебника «Портовые сооружения».
В 1872 году оставил должность профессора, до 1884 — состоял членом конференции Института.

### Избранные труды
- Русское техническое общество. Комиссия для рассмотрения вопроса о предохранении Петербурга от наводнений. Краткий отчет и протоколы Комиссии для рассмотрения вопроса о предохранении С.-Петербурга от наводнений, под председательством В. В. Салова. — СПб., 1900. — 59 с. — (Отт. из Записок Рус. техн. о-ва. — 1900 . — № 12. — С. 873—1032).
- Салов В. В. Верхнее строение железной дороги без деревянных поперечин. — СПб.: тип. Акад. наук, 1870. — 22 с. — (из 2-й кн. Журн. М-ва пут. сообщ. — 1870).
- Салов В. В. Земледелие — главная основа благосостояния России : Сравнительный очерк состояния земледелия в Соединенных Штатах Северной Америки и в России по новейшим данным : Меры к поднятию в России с.-х. пром-сти и связ. с ней отраслей нар. труда. — СПб.: тип. М-ва пут. сообщ., 1909. — 157 с.
- Салов В. В. Значение конных и паровозных железных дорог в России. — СПб.: тип. Акад. наук, 1866. — 26 с. — (из 2-й кн. Журн. М-ва пут. сообщ. — 1866).
- Салов В. В. Исследование финансовых результатов эксплуатации железных дорог в России : Вып. 1. — СПб.: тип. М-ва пут. сообщ., 1908. — 38 с. — (Извлеч. из Ежемесячника Отд. статистики и картографии М-ва пут. сообщ. «Пути сообщения России». — № 1. — 1908).
- Салов В. В. Исторический очерк петербургских наводнений и предположений относительно предохранения низменных частей города С.-Петербурга от затопления. — СПб.: тип. Д. В. Чичинадзе, 1898.
- Салов В. В. Исторический очерк учреждения, под председательством генерал-адъютанта графа Э. Т. Баранова, Комиссии для исследования железнодорожного дела в России. — СПб.: тип. М. Д. Ломковского, 1909. — 16 с.
- Салов В. В. Начало железнодорожного дела в России : 1836-1855 г // Вестник Европы. — 1899. — март, апрель, май.
- Салов В. В. Отчуждение недвижимой собственности для государственной или общественной пользы. — СПб.: тип. М. М. Стасюлевича, 1902. — 112 с.
- Салов В. В. Портовые сооружения. — СПб.: тип. Акад. наук, 1868. — 215 с.
- Салов В. В. Строительное искусство : Осушение местности : Курс 1869-1870 года. — СПб.: тип. О. Альберти, 1870. — 296 с.

## Награды
- Орден Святой Анны 1-й степени (1883)[4]
- орден Св. Владимира 2-й степени — за строительство Петербургского морского канала
- орден Белого Орла (1893)
- орден Святого Александра Невского с брил.знаками (1908)
- пять иностранных орденов, в том числе командорский крест ордена Почётного легиона